# همه‌لاندا
همه‌لاندا (نام علمی: Pantolambda) نام یک سرده از زیرراسته همه‌دندانان است.